# Freddy Heineken
Alfred Henry Heineken, detto Freddy (Amsterdam, 4 novembre 1923 – Noordwijk, 3 gennaio 2002), è stato un dirigente d'azienda e imprenditore olandese.

## Biografia
Heineken è nato nel 1923 ad Amsterdam. Era il nipote di Gerard Adriaan Heineken, fondatore del birrificio Heineken International.
Il 1º giugno 1941 entrò nella compagnia Heineken, che in quel periodo non era più di proprietà della famiglia. Riacquistò le azioni diversi anni dopo, per assicurarsi che la famiglia controllasse nuovamente l'azienda. Presidente del consiglio di amministrazione e amministratore delegato dal 1971 al 1989, creò la Heineken Holding che possedeva il 50,005% di Heineken International; deteneva personalmente una partecipazione di maggioranza in Heineken Holding. Al momento delle sue dimissioni da presidente del consiglio di amministrazione nel 1989 aveva trasformato Heineken da un marchio conosciuto principalmente nei Paesi Bassi in un marchio riconosciuto in tutto il mondo.
In seguito è stato presidente del consiglio di vigilanza dal 1989 al 1995 per poi continuare a sedere nel consiglio di amministrazione fino alla sua morte. Al momento della scomparsa, Heineken era una delle persone più ricche dei Paesi Bassi, con un patrimonio stimato di circa 9,5 miliardi di fiorini olandesi.
Nel 1983 Heineken e il suo autista sono stati rapiti ed il caso di cronaca è diventato di interesse internazionale. Sulla vicenda è stata realizzata nel 2015 la pellicola Il caso Freddy Heineken, con Anthony Hopkins che interpreta i panni di Freddy Heineken.
Heineken è morto di polmonite il 3 gennaio 2002 all'età di 78 anni nella sua casa di Noordwijk. L'uomo d'affari è spirato alla  presenza della sua famiglia, tra cui la figlia Charlene de Carvalho-Heineken. Heineken ha lottato per qualche tempo con un peggioramento della salute, nel 1999 ha subito un lieve ictus ma si era ripreso. Poco prima della morte, si era rotto un braccio in una caduta. Heineken è stato sepolto nel cimitero generale di Noordwijk. La figlia di Heineken ha ereditato la sua fortuna.

## Vita privata
Heineken sposò Lucille Cummins, un'americana di una famiglia di distillatori di whisky bourbon del Kentucky. Era un membro del Partito Popolare per la Libertà e la Democrazia (VVD).